# جمره بایسل
جمره بایسل (به ترکی: Cemre Baysel؛ زاده ۶ فوریه ۱۹۹۹ در ازمیر) بازیگر جوان اهل ترکیه است. اولین بازی تلویزیونی خود را در سال 2030 با بازی در مجموعه تلویزیونی دریای خلیج فارس  انجام داد. سریال بازی با آرمین یکی از زیباترین سریال های او بود .

## زندگی و حرفه
جمره در دانشگاه اژه هنر خوانده‌است. او اولین بازی تلویزیونی خود را در سال ۲۰۱۴ با بازی در مجموعه تلویزیونی دریای سبز انجام داد. سپس او در سال ۲۰۱۷ در مجموعه تلویزیونی بی نشان‌ها ظاهر شد و در مجموعه تلویزیونی درام تاریخی پایتخت:عبدالحمید در نقش فیروزه بازی کرد. با بازی در نقش مکمل خود در دستم را رها نکن، بین سالهای ۲۰۱۸ تا ۲۰۱۹ شناخته شد. او سپس نقش کوچکی در مجموعه تلویزیونی جنایی رامو داشت. در سال ۲۰۲۰ او در اولین نقش اصلی خود در مجموعه تلویزیونی سمت چپم بازی کرد. در سال ۲۰۲۱ او به عنوان زن اصلی در مجموعه تلویزیونی کمدی عاشقانه بازی بخت در مقابل آیتاچ شاشماز  انتخاب شد.اوبا آیتاچ شاشماز همبازی خود در سریال بازی بخت وارد رابطه عاشقانه شد و پس از مدتی این زوج از یکدیگر جدا شدند.بعد از مدتی در سال 2024 این دو نفر با یکدیگر دیده شده و اعلام کردند که دوباره تصمیم به ادامه رابطه خود گرفته اند.

## فیلم‌شناسی
| سال       | عنوان                       | نقش     | توضیحات  | مرجع                                   |
| --------- | --------------------------- | ------- | -------- | -------------------------------------- |
| ۲۰۱۴–۲۰۱۶ | دریای سبز (فصل دوم)         | گُنجا    | نقش مکمل | tr:Yeşil Deniz                         |
| ۲۰۱۷      | بی نشان‌ها                   | گلپری   | نقش مکمل | tr:İsimsizler                          |
| ۲۰۱۷–۲۰۱۸ | پایتخت: عبدالحمید (فصل دوم) | فیروزه  | نقش مکمل | en:Payitaht: Abdülhamid                |
| ۲۰۱۸–۲۰۱۹ | دستم را رها نکن             | ملیس    | نقش مکمل | دستم را رها نکن                        |
| ۲۰۲۰      | رامو                        | فاتوش   | نقش مکمل | رامو                                   |
| ۲۰۲۰–۲۰۲۱ | سمت چپم                     | بیریجیک | نقش اصلی |                                        |
| ۲۰۲۱      | بازی بخت                    | آدا     | نقش اصلی | بازی بخت                               |
| ۲۰۲۲      | زیبا تر از تو               | افسون   | نقش اصلی | زیبا تر از تو                          |
| ۲۰۲۳      | مرا پنهان کن                | اینجیلا | نقش اصلی |                                        |
| ۲۰۲۴      | لیلا:زندگی.عشق.عدالت        | لیلا    | نقش اصلی | https://www.imdb.com/title/tt33264855/ |